# Renato Román
Renato Josué Román Arce (Guadalajara, México; 10 de abril de 1990) es un futbolista mexicano. Juega como Mediocampista.

## Clubes
| Club                 | País   | Año         |
| -------------------- | ------ | ----------- |
| Deportivo Toluca     | México | 2011 - 2013 |
| CF Mérida            | México | 2013 - 2014 |
| Tlaxcala FC          | México | 2014        |
| Tampico Madero       | México | 2015        |
| Alebrijes de Oaxaca  | México | 2015 - 2019 |
| Mineros de Zacatecas | México | 2019 - 2020 |

### Campeonatos nacionales
| Título     | Club      | País   | Año  |
| ---------- | --------- | ------ | ---- |
| Ascenso MX | Alebrijes | México | 2017 |